# 마산교구천주교회유지재단
마산교구천주교회유지재단은 천주교회의 전교사업과 구료 및 자선사업을 위하여 1970년 4월 14일 설립된 문화체육관광부 소관의 재단법인이다. 사무실은 경상남도 창원시 마산합포구 진전면 죽헌로 72에 있다.

## 주요 사업
- 마산교구에 속하는 모든 천주교회의 유지 경영
- 구료 및 자선사업
- 회관의 운영 및 임대사업
- 유치원과 어린이집의 설치 및 운영 등